# Tinaminae
Sous-famille
Répartition géographique
La sous-famille des Tinaminae comprend 29 espèces de « tinamous forestiers » réparties en 3 genres.

## Liste alphabétique des genres
- Crypturellus Brabourne & Chubb, 1914
- Nothocercus Bonaparte, 1856
- Tinamus Hermann, 1783

## Liste des espèces
D'après la classification de référence (version 2.2, 2009) du Congrès ornithologique international (ordre phylogénique) :
- Tinamus tao – Tinamou tao
- Tinamus solitarius – Tinamou solitaire
- Tinamus osgoodi – Tinamou noir
- Tinamus major – Grand Tinamou
- Tinamus guttatus – Tinamou à gorge blanche
- Nothocercus bonapartei – Tinamou de Bonaparte
- Nothocercus julius – Tinamou à tête rousse
- Nothocercus nigrocapillus – Tinamou à capuchon
- Crypturellus berlepschi – Tinamou de Berlepsch
- Crypturellus cinereus – Tinamou cendré
- Crypturellus soui – Tinamou soui
- Crypturellus ptaritepui – Tinamou des tépuis
- Crypturellus obsoletus – Tinamou brun
- Crypturellus undulatus – Tinamou vermiculé
- Crypturellus transfasciatus – Tinamou à grands sourcils
- Crypturellus strigulosus – Tinamou oariana
- Crypturellus duidae – Tinamou de Zimmer
- Crypturellus erythropus – Tinamou à pieds rouges
- Crypturellus noctivagus – Tinamou noctivague
- Crypturellus atrocapillus – Tinamou à calotte noire
- Crypturellus cinnamomeus – Tinamou cannelle
- Crypturellus boucardi – Tinamou de Boucard
- Crypturellus kerriae – Tinamou de Kerr
- Crypturellus variegatus – Tinamou varié
- Crypturellus brevirostris – Tinamou rubigineux
- Crypturellus bartletti – Tinamou de Bartlett
- Crypturellus parvirostris – Tinamou à petit bec
- Crypturellus casiquiare – Tinamou barré
- Crypturellus tataupa – Tinamou tataupa